# Lợn Yorkshire

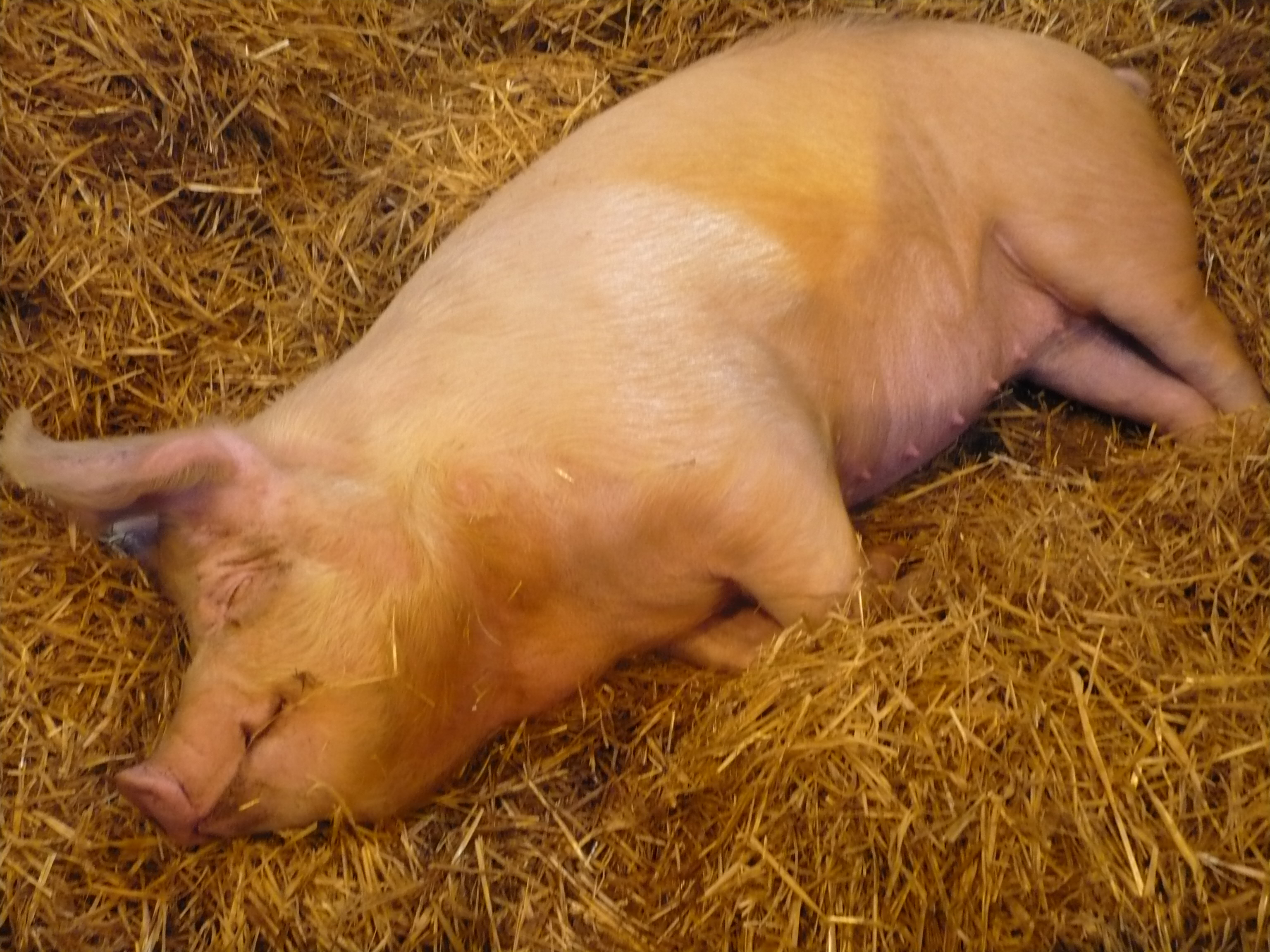
Một con lợn Yorkshire ở Pháp

Lợn Yorkshire hay Lợn trắng lớn, Lợn Đại Bạch là một giống lợn nuôi có nguồn gốc ở Yorkshire, Anh quốc vì thế còn được gọi là lợn Yorkshire. Đầu tiên được công nhận vào năm 1868, giống lợn nuôi này là tổ tiên của lợn Yorkshire Mỹ (chỉ gọi là đơn giản là Yorkshire) tại Bắc Mỹ. Lợn trắng lớn là một trong những giống lợn nuôi được sử dụng rộng rãi trong lai tạo giống lợn nuôi khắp thế giới. Đúng như tên gọi của nó, giống lợn này có da màu trắng, với tai dựng lên và mặt hình đĩa. Ban đầu nó được phát triển như là một giống lợn nuôi ngoài trời, nhưng ngày nay đây là giống nuôi nhốt và được thị trường ưa chuộng vì có lượng thịt nạc lớn.
Lợn Yorkshire có da màu trắng tuyền, mình dài, đầu nhỏ, lưng thẳng, ngực nở, mông tròn. Đầu to, mũi gãy, mõm bẹ, tai to hướng về phía trước, chân chắc khỏe, bụng gọn